# Конкурс имени Лили Ласкин
Конкурс имени Лили Ласкин (фр. Concours de harpe Lily Laskine) — международный конкурс исполнителей академической музыки на арфе, проводящийся в память выдающейся французской арфистки Лили Ласкин. Проводится раз в три года. Впервые состоялся в 1993 г., в год столетия Ласкин, в Париже.

## Лауреаты конкурса
| Год  | Победитель                   |
| ---- | ---------------------------- |
| 1993 | Кристин Икар (Франция)       |
| 1996 | Татьяна Осколкова (Россия)   |
| 1999 | Кэтрин Финч (Великобритания) |
| 2002 | Джейн Юн (США—Корея)         |
| 2005 | Аннелен Ленэртс (Бельгия)    |
| 2008 | первая премия не присуждена  |